# Абу Хамму III
Абу Хамму III (араб. أبو حمو موسى الثالث‎; ум. 1528) ― двадцать четвёртый правитель Тлемсена из династии Абдальвадидов (1516—1528).

## Биография
Абу Хамму принял трон Тлемсена после смерти своего племянника Абу Абдаллы V. Его правление пришлось на период упадка Тлемсена и борьбы между христианскими и мусульманскими правителями за власть над регионом.
Он подтвердил вассальный договор с королём Испании (Фердинанд Католик умер 22 января 1516 года), принесённый его предшественником, и в 1516 году подписал договор, по которому Тлемсен в обмен на защиту обязался платить ежегодную дань в 12 000 дукатов, 12 лошадей и 6 ястребов.
Как только известия о смерти Фердинанда Арагонского дошли до Алжира, местная знать, возглавляемая Салимом ат-Туми, решила освободиться от угрозы, созданной христианским присутствием на Алжирском утёсе — укреплённом острове вблизи Алжира, занятом испанцами ещё в 1510 году. Знать связалась с турецким пиратом Аруджем Барбароссой, который только что обосновался в Джиджилли с пушками и кораблями. Турки осадили Утёс, и испанцы запросили помощи у императора Карла V, который отправил флот с Пиренейского полуострова. Однако турки вели себя в Алжире, как в завоёванной стране, и жители Алжира во главе с Салимом ат-Туми решили избавиться от Аруджа. Однако Арудж был готов к такому развитию событий, убил Салима и захватил власть в городе. Сын Салима ат-Туми укрылся у испанцев. Прибывший флот снял осаду Утёса, но не смог изгнать турок из Алжира. Испанцы высадили десант 30 сентября 1516 года во главе с Диего де Верой, а Арудж объявил себя султаном Алжиром.

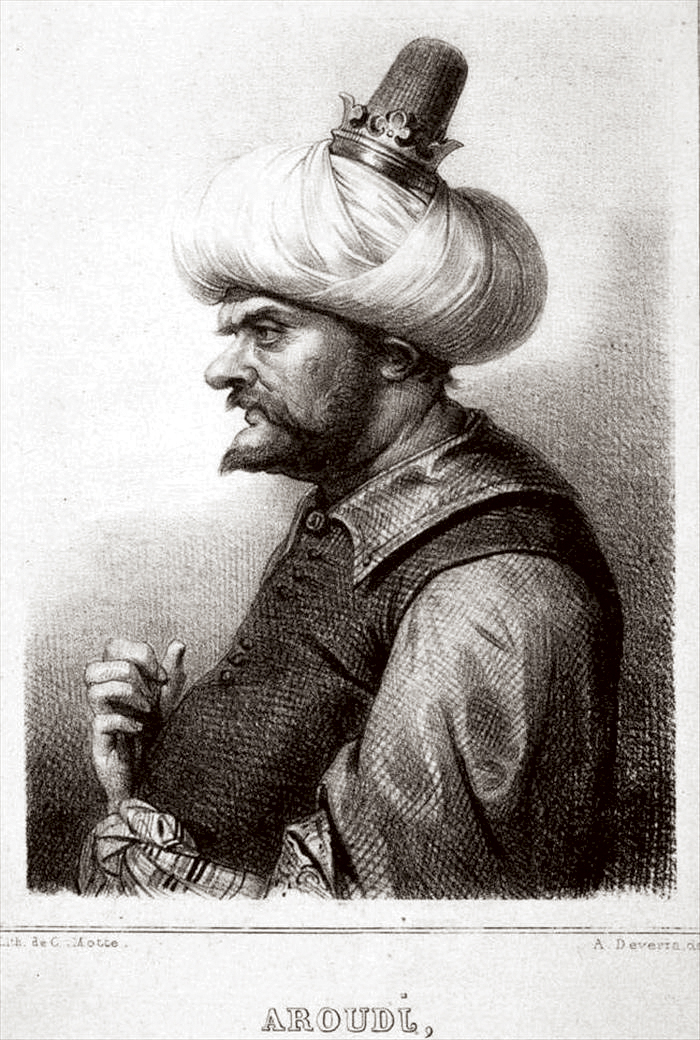
Арудж Барбаросса

Испанцы начали войну с Аруджем на суше. Между тем, Хайр ад-Дин Барбаросса, брат Аруджа, с моря атаковал Тенес и добился сдачи города местной знатью. Через два дня он ушёл из города и отправился в Алжир с 400 христианскими пленниками, и наместник Абдальвадидов смог вернуться в Тенес и восстановить власть. Арудж лично выступил против Тлемсена и по пути узнал о договоре, который Абу Хамму III подписал с испанцами, а также, возможно, получил просьбы от тлемсенской знати, выступавшей против испанского владычества, прибыть в Тлемсен. По дороге к столице Арудж занял крепость клана Бану-Рашид Кала, где оставил гарнизон во главе со своим братом Исхаком. На подступах к Тлемсену Арудж разбил армию Абу Хамму III (сентябрь 1517). Однако, опасаясь грабежей, горожане не открыли ворота Аруджу, пока тот не поклялся на Коране, что не нанесёт ущерба городу и что возведёт на трон Абу Зайяна Ахмада. Арудж провозгласил Абу Зайяна эмиром, но через несколько дней провёл переворот, арестовал эмира и приказал его повесить вместе с семью детьми. Затем Арудж убил всех членов королевской семьи, которых нашёл, и 60 преданных династии сановников. Тысячу родственников эмира и сторонников династии бросили в пруд и утопили.
После этого Арудж совершил экспедиции в Уджу и во владения клана Бени-Снассен, решив также договориться с султаном Феса о союзе с Испанией. Управление восточными территориями он передал брату Хайру ад-Дину. Чтобы гарантировать свою власть, Арудж хотел добиться защиты от османского султана, поэтому заявил, что передаёт ему свой титул султана Алжира (1517). Османский султан принял дар и объявил Алжир санджаком, а Аруджа — его беем (губернатором) и бейлербеем Западного Средиземноморья, обещав поддержку галерами и орудиями.
Абу-Хамму III, неспособный продолжать боевые действия за пределами столицы, оказался в Фесе, где его встретил султан Ваттасидов Мухаммед аль-Буртукали. Здесь же он встретился с двумя из своих братьев, которых он сам в своё время заключил в тюрьму (вместе с Абу Зайяном Ахмадом), но они были выпущены Аруджем во время входа в Тлемсен и смогли бежать. Вскоре после этого Абу Хамму связался с испанским губернатором Орана, которому предложил правление под протекторатом Испании, если ему вернут трон. Испанцы приняли предложение.
В январе 1518 года испанская армия, возглавляемая Мартином де Арготе, захватила после долгой осады крепость Кала (Уэд Фодда), разрезав пути между Тлемсеном и Алжиром. В мае 1518 года Абу Хамму III на испанские деньги нанял 15 000 преимущественно берберских солдат, с которыми он добрался до Орана и соединился с силами испанского губернатора Диего де Кордобы (10 000 солдат). Объединённая армия продвинулась к Тлемсену, где стала ожидать подхода армии Аруджа и его брата Исхака из 1500 турок и 5000 арабов и берберов. Опасаясь восстания местного населения, возмущённого прибытием христиан, Абу Хамму и испанцы укрепились в форте Мишвар и стали ждать помощи от султана Феса. Арудж не смог занять форт, и в ходе контратаки был вынужден отступить в город, а затем бежать с некоторыми сторонниками. Спустя 20 дней сопротивления испанские отряды Гарсиа де Тинео (впервые в истории) вошли в Тлемсен. Арудж оказался в ловушке возле современной реки Саладо (провинция Оран) и пал в битве или был убит преследователями (осень 1518). Его брат Исхак также погиб в боях за Тлемсен. Абу Хамму III был восстановлен на престоле и возобновил вассальный договор с Испанией.
В 1519 году испанцы отправили вторую экспедицию в Алжир во главе с Уго де Монкада, наместником Сицилии. Флот прибыл 16 августа 1519 года, а генерал Марино де Рибера организовал осаду Алжира. Абу Хамму III должен был выступить против Алжира по суше, но эмир не смог найти солдат, которые хотели бы сражаться вместе с христианами, а 24 августа шторм уничтожил большую часть испанского флота, потопив 4000 человек. Осада Алжира была снята.
Абу Хамму III остался верным испанцам до своей смерти и уплачивал дань в 12 000 дукатов, 12 лошадей и 6 ястребов каждый год. Он умер в конце 1528 года. Его брат Абу Мухаммад Абдалла (Абу Му II) сменил его на троне.